# Nazarica
Nazarica (en serbe cyrillique : Назарица ; en bulgare : Назърица) est un village de Serbie situé dans la municipalité de Bosilegrad, district de Pčinja. Au recensement de 2011, il comptait 28 habitants.

## Démographie
| 1948 | 1953 | 1961 | 1971 | 1981 | 1991 | 2002 | 2011 |
| ---- | ---- | ---- | ---- | ---- | ---- | ---- | ---- |
| 342  | 380  | 378  | 340  | 258  | 144  | 76   | 28   |

|  |